# NGC 2570
NGC 2570 је спирална галаксија у сазвежђу Рак која се налази на NGC листи објеката дубоког неба.
Деклинација објекта је + 20° 54' 38" а ректасцензија 8h 21m 22,6s. Привидна величина (магнитуда) објекта NGC 2570 износи 14,3 а фотографска магнитуда 15,1. Налази се на удаљености од 93,373 милиона парсека од Сунца. NGC 2570 је још познат и под ознакама UGC 4354, MCG 4-20-36, CGCG 119-68, PGC 23443.